# Форначе-Торибина (Фиренца)
Форначе-Торибина је насеље у Италији у округу Фиренца, региону Тоскана.
Према процени из 2011. у насељу је живело 724 становника. Насеље се налази на надморској висини од 80 м.